# Шипка (приток Зая)
Шипка — река в России, протекает в Республике Татарстан. Устье реки находится в 48 км по левому берегу реки Зай. Длина реки составляет 15 км, площадь водосборного бассейна 72,7 км².

## Этимология
Происхождение названия связано с башкирским прозвищем Шепка — «суслон с шестью снопами».

## Данные водного реестра
По данным государственного водного реестра России относится к Камскому бассейновому округу, водохозяйственный участок реки — Кама от Нижнекамского гидроузла и до устья, без реки Вятка, речной подбассейн реки — бассейны притоков Камы до впадения Белой. Речной бассейн реки — Кама.